# Vallsjön (Enångers socken, Hälsingland)
Vallsjön är en sjö i Hudiksvalls kommun i Hälsingland och ingår i Nianån-Norralaåns kustområde. Sjön är 3 meter djup, har en yta på 0,162 kvadratkilometer och befinner sig 151,3 meter över havet.

## Delavrinningsområde
Vallsjön ingår i det delavrinningsområde (682343-155199) som SMHI kallar för Utloppet av Vallsjön. Medelhöjden är 182 meter över havet och ytan är 2,57 kvadratkilometer. Det finns inga avrinningsområden uppströms utan avrinningsområdet är högsta punkten. Vattendraget som avvattnar avrinningsområdet har biflödesordning 2, vilket innebär att vattnet flödar genom totalt 2 vattendrag innan det når havet efter 19 kilometer. Avrinningsområdet består mestadels av skog (88 procent). Avrinningsområdet har 0,16 kvadratkilometer vattenytor vilket ger det en sjöprocent på 6,2 procent.